# Auletta dendrophora
Auletta dendrophora är en svampdjursart som beskrevs av Wilson 1904. Auletta dendrophora ingår i släktet Auletta och familjen Axinellidae.
Artens utbredningsområde är havet kring Galapagosöarna. Inga underarter finns listade i Catalogue of Life.